# April (nhóm nhạc)
April (cách điệu thành APRIL, Hangul:에이프릴) là một nhóm nhạc nữ K-pop được thành lập và quản lý bởi DSP Media. Họ ra mắt vào ngày 24 Tháng 8 năm 2015, với mini-album Dreaming và ca khúc chủ đề "Dream Candy". Nhóm gồm sáu thành viên: Chaekyung, Chaewon, Naeun, Yena, Rachel và Jinsol.
Trưởng nhóm Somin chính thức rời khỏi nhóm vào ngày 09 Tháng 11 năm 2015 do mong muốn tiếp tục việc học của cô.
Vào ngày 12 tháng 5 năm 2016, DSP Media đã giải thích rằng Hyunjoo đã gặp chứng khó thở, đau đầu nên phải nghỉ ngơi dài hạn. Đến ngày 29 tháng 10 năm 2016, DSP Media đã chính thức đưa ra thông báo xác nhận Huynjoo đã không còn là thành viên của April.
Ngày 11 tháng 11 năm 2016, Chaekyung được bổ sung vào nhóm.
Ngày 24 tháng 11 năm 2016, Rachel gia nhập nhóm.
Năm 2021, nhóm gặp scandal bắt nạt thành viên cũ Hyunjoo nên phải tạm dừng hoạt động (hai thành viên mới là Rachel và Chaekyung không liên quan đến vụ bắt nạt). Hiện tại chưa có kết luận cuối cùng về vụ kiện này.
Ngày 28 tháng 1 năm 2022, DSP Media thông báo April chính thức tan rã.

## Lịch sử hoạt động

### Trước khi ra mắt
Từ năm 2012 đến năm 2014, ChaeKyung và cựu thành viên Somin là một thành viên của nhóm nhạc nữ Puretty. Nhóm ra mắt tại Nhật Bản với ca khúc "Cheki ☆ Love" và tan rã vào năm 2014 với kế hoạch cải tổ thành các nhóm khác.
Vào giữa năm 2014, Somin, Chaekyung và Chaewon vào vòng chung kết trong dự án KARA, trong đó, 7 thực tập sinh sẽ cạnh tranh để trở thành thành viên mới của nhóm nhạc nữ KARA nhưng không giành chiến thắng chung cuộc.

### 2015: Ra mắt vớiDreaming, Somin rời nhóm,Boing Boing&Snowman

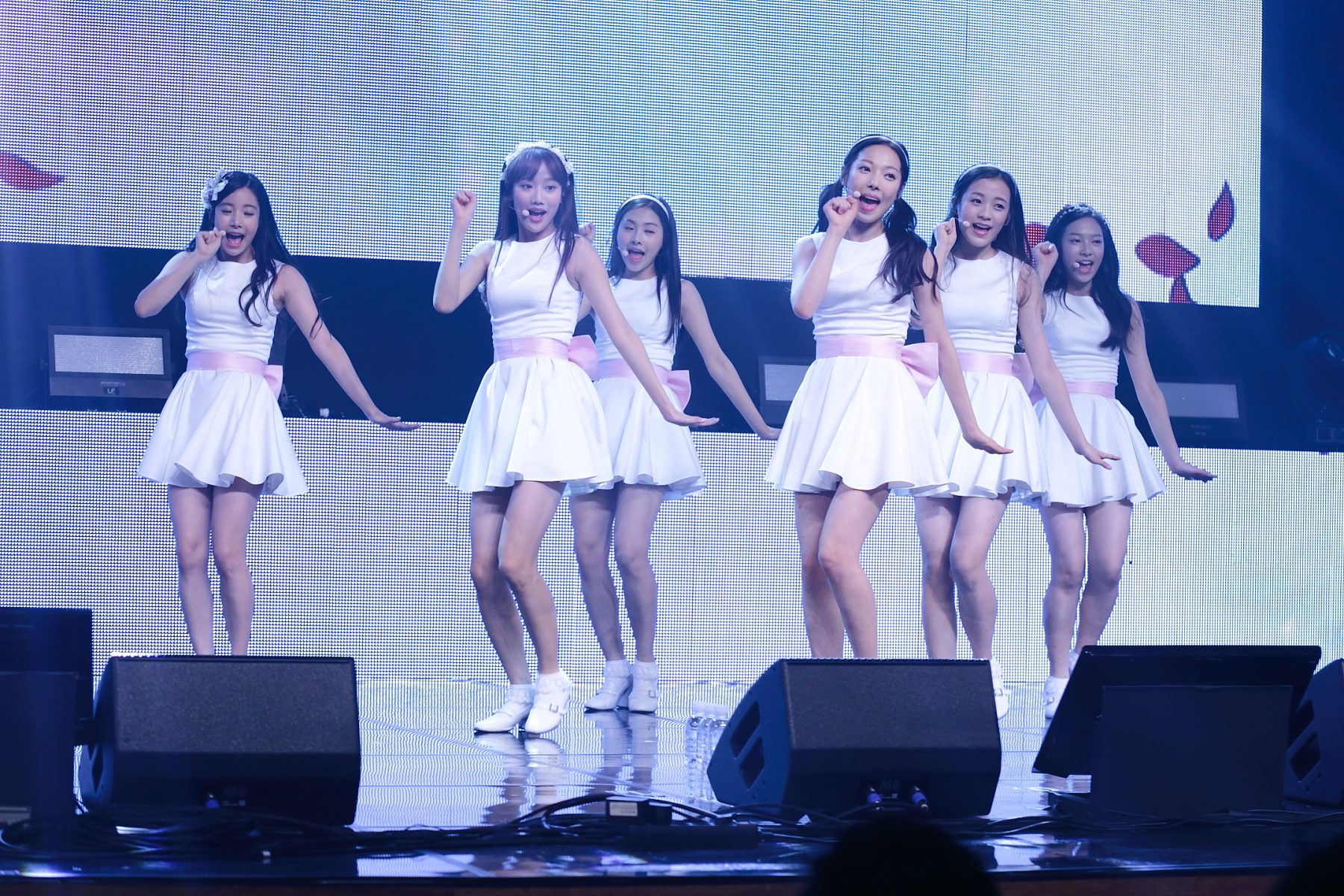
Đội hình 6 thành viên đầu tiên của April ngày 25 tháng 8 năm 2015

Ngày 09 Tháng Hai, DSP Media  thông báo rằng họ sẽ ra mắt một nhóm nhạc nữ sẽ là thế hệ tiếp theo của Fin.KL và Kara.
Vào tháng 7 năm 2015, DSP Media đã thông báo các thành viên của April thông qua một loạt các teaser cùng với logo và linh vật của nhóm, được lựa chọn thông qua một cuộc thi vẽ logo. Vào đầu tháng 8 năm 2015, DSP Media xác nhận rằng April  ra mắt vào ngày 24 với mini-album Dreaming.
Vào ngày 24, April phát hành MV cho ca khúc chủ đề trong album đầu tay của họ, "Dream Candy". Cùng ngày, nhóm ra mắt thông qua Naver ứng dụng V 's và tổ chức buổi showcase "April Debut Showcase-Live".
Vào ngày 11, tháng phát hành một video âm nhạc vũ đạo đặc biệt của ca khúc chủ đề album đầu tay của họ "Dream Candy" được quay tại trung tâm thành phố Seoul.
Ngày 09 tháng 11, DSP Media đã thông báo rằng sau cuộc thảo luận dài, Somin đã quyết định rời khỏi nhóm. Cùng ngày DSP thông báo rằng nhóm sẽ trở lại trong tháng 11 với 5 thành viên.
Vào ngày 14, DSP Media đã đăng trên tài khoản instagram chính thức của nhóm một bức tranh, dưới hình thức của một bài kiểm tra toán. Vào ngày 16 tháng 11, một teaser cho logo của single Boing Boing đã được đăng trên YouTube. Ngày 17 tháng 11, một teaser nhóm đã được đăng trên tài khoản instagram chính thức của nhóm. Ngày 18 tháng 11, công ty quản lý đã tiết lộ một số hình ảnh nhóm, cũng như hình ảnh cá nhân của các thành viên ban nhạc, lộ ra một khái niệm trinh sát. Vào ngày 19, DSP Media đăng một loạt các hình ảnh cho một khái niệm thứ hai. Ngày 25 tháng 11, MV của "Muah!" được đăng tải trên kênh YouTube chính thức của nhóm, cũng như các cảnh hậu trường và một cuộc phỏng vấn.
Vào ngày 10 tháng 12, DSP Media đã thông báo rằng April sẽ phát hành một album đặc biệt mùa đông mang tên "Snowman" vào ngày 21 tháng 12. Vào ngày 31 tháng 12, DSP Media đăng một đoạn video vũ đạo âm nhạc đặc biệt của "Snowman" trên kênh YouTube chính thức của nhóm.

### 2016:Spring, Concert đầu tiên "Dreamland", Hyunjoo rời nhóm và bổ sung thành viên mới

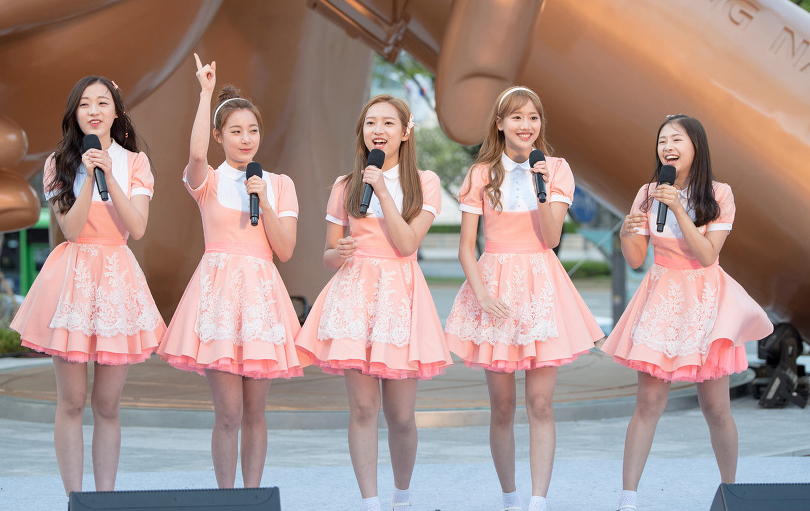
April với 5 thành viên: Jinsol, Chaewon, Naeun, Yena và Hyunjoo vào ngày 15 tháng 4 năm 2016

Vào ngày 29, nhóm đã được lên kế hoạch để tổ chức fanmeeting 1 của họ tại Nhật Bản vào ngày 06 Tháng Ba dưới tên "April JAPAN Fanmeeting 2016 ~ The First Fairy tale ~" sẽ được trình bày bởi các thành viên của nhóm và  cựu KARA thành viên, Heo young-ji. Một mini-fanmeeting cũng đã được tổ chức tại Seoul vào ngày 27 Tháng Hai.
Ngày 04 tháng 4, DSP Media công bố thông qua một teaser poster rằng nhóm sẽ có một đợt comeback vào ngày 27. Vào ngày 14 tháng 4, nhóm được tiết lộ sẽ phát hành mini album thứ hai của họ "Spring" với ca khúc chủ đề "Tinkerbell" . Bài hát "내 미래 의 남자 친구 에게 (My Future BoyFriend)" cũng đã được xác nhận là một phần của album. Vào ngày 25, một teaser video âm nhạc được phát hành, tiếp theo là video âm nhạc đầy đủ, vào ngày 27.
Ngày 12 tháng 5, DSP Media đã phát biểu: "Trong thời điểm hiện tại, sẽ rất khó để Hyunjoo xuất hiện trên các chương trình phát sóng vì vấn đề sức khỏe. Chúng tôi xin lỗi các fan, những người đã lo lắng cho Hyunjoo vì tin tức đường đột này." Công ty giải thích rằng Hyunjoo đã gặp chứng khó thở và đau đầu. DSP Media kết luận: "Trong thời gian nghỉ ngơi, Hyunjoo sẽ chỉ tập trung hồi phục sức khỏe." April sẽ quảng bá với "Tinker Bell" như một nhóm 4 thành viên.

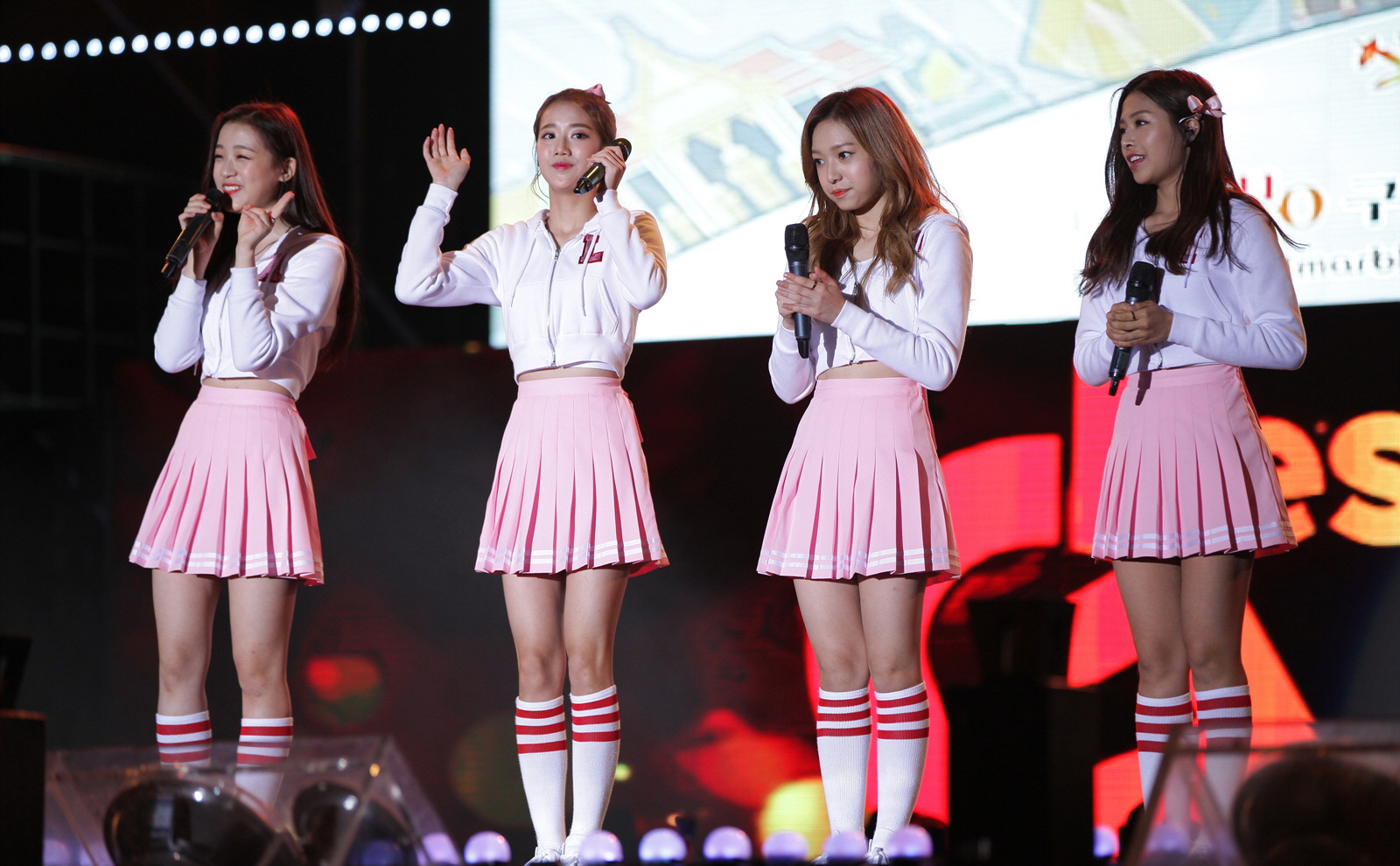
4 thành viên April ngày 3 tháng 10 năm 2016

DSP Media tung tear 30 giây cho bài hát "clock" kết hợp giữa Chaewon và Chaekyung và thông báo bài hát sẽ được phát hành ngày 1, tháng 6.
Ngày 21 tháng 8, nhóm tổ chức kỷ niệm 1 năm ra mắt với Ever Solo Concert entitled DREAMLAND. Vé Concert đã được bán hết trong một phút sau khi phát hành. April cũng có kế hoạch tổ chức một buổi hòa nhạc solo tại Nhật Bản.
Ngày 29 tháng 10 năm 2016, DSP Media đã chính thức đưa ra thông báo xác nhận Hyunjoo rời khỏi April để tiếp tục học tập và theo đuổi diễn xuất.
Không lâu sau, vào ngày 11 tháng 11,Yoon Chaekyung (từng là thí sinh của Produce 101 và đã ra mắt với nhóm nhạc nữ I.B.I, C.i.v.a) được bổ sung vào nhóm và đến ngày 24 cùng tháng Rachel tiếp tục được xác nhận gia nhập nhóm. Cô đã từng học múa ba lê trong 7 năm và giành được nhiều giải thưởng.

### 2017:Prelude, MAYDAY và Eternity
Ngày 20 tháng 12 năm 2016, DSP Media thông báo nhóm sẽ trở lại với hai thành viên mới: Chaekyung và Rachel, cùng với mini album thứ ba của nhóm Prelude. Ngày 28 tháng 12 năm 2016 nhóm đăng teaser đĩa đơn April Story của nhóm và ngày 4 tháng 1 năm 2017, nhóm chính thức ra mắt đĩa đơn April 

### 2018:The Blue và The Ruby
Vào ngày 26 tháng 2 năm 2018, DSP Media xác nhận rằng sự trở lại của tháng 4 được ấn định vào ngày 12 tháng 3.  Vào ngày 27 tháng 2, công ty đã công bố lịch trình trở lại cho album.  Vào ngày 28 tháng 2, danh sách bài hát của album đã được tiết lộ. 
Vào ngày 1 tháng 3, DSP Media đã phát hành bộ hình ảnh teaser cá nhân đầu tiên của các thành viên,  tiếp theo vào ngày 2 tháng 3, bởi bộ hình ảnh teaser cá nhân thứ hai.  Vào ngày 6 tháng 3, một đoạn video giới thiệu lời bài hát thì thầm đã được phát hành.  Vào ngày 7 tháng 3, MV teaser cho đĩa đơn chính "The Blue Bird" đã được đăng trên kênh YouTube của nhóm.  Vào ngày 9 tháng 3, phần liên khúc nổi bật cho album được phát hành.  Video chính thức cho "The Blue Bird" đã được đăng trên kênh YouTube của nhóm vào ngày 12 tháng 3. 
The Blue là vở kịch mở rộng thứ nămcủa nhóm nhạc nữ Hàn Quốc April. Nó được phát hành vào ngày 12 tháng 3 năm 2018 bởi DSP Media và được phân phối bởi LOEN Entertainment. EP này bao gồm sáu ca khúc trong đó có ca khúc chủ đề "The Blue Bird".
The Ruby là vở kịch mở rộng thứ sáucủa nhóm nhạc nữ Hàn Quốc April. Nó được phát hành vào ngày 16 tháng 10 năm 2018, bởi DSP Media. EP được hỗ trợ bởi đĩa đơn chủ đạo "hoài cổ" "Oh! My Mistake".  The Ruby ra mắt và đạt vị trí thứ 10 trên Bảng xếp hạng Album Gaon.DSP Media đã thông báo về sự trở lại của ban nhạc vào ngày 16 tháng 10 năm 2018 vào ngày 4 tháng 10.  Với màu đen và trắng, Osen lưu ý rằng áp phích quảng cáo khác với hình ảnh trước đó của tháng 4 vì nó thiếu bất kỳ màu cơ bản nào và lưu ý rằng ban nhạc đã phát triển và trưởng thành với mỗi bản phát hành, "thêm nhiều thay đổi cho mỗi album".  Một số ấn phẩm khác cũng ghi nhận sự thay đổi trong phong cách.  
"Oh! My Mistake" được phát hành cùng với EP vào ngày 16 tháng 10, Billboard gọi đây là "ca khúc khiêu vũ hồi sinh, bổ sung thêm khía cạnh mới cho nghệ thuật của tháng Tư", cũng như "độc đáo" và mô tả nó giống như một "sự cuốn hút" Nhịp điệu rải rác của thập niên 80 và giọng hát lo-fi kỳ quặc, bắt chước qua những bản synth sôi động ".  Tạp chí cũng cho biết video "đưa khán giả trở lại những năm tháng trước của băng VHS, điện thoại có dây và RAZR ". [
EP mở đầu bằng "Oh-e-Oh", một bài hát nhiệt đới lạc quan, tiếp theo là đĩa đơn chủ đạo "Oh! My Mistake", một bản dance retro "độc đáo". "Story", bài hát thứ ba, được gọi là "giai điệu synth-pop kỳ lạ, hoài cổ", và bài hát gốc cuối cùng trong album, "Love Clock", là một ca khúc pop rock về thời gian trôi qua. Ruby ra mắt ở vị trí thứ 10 trên Bảng xếp hạng Gaon Album của Hàn Quốc, trong khi Oh! My Mistake không lọt vào Bảng xếp hạng kỹ thuật số Gaon nhưng lọt vào Bảng xếp hạng tải xuống thành phần ở vị trí 71. EP đã bán được 7.070 bản vật lý tính đến tháng 11 năm 2018.

### 2021: Scandal bắt nạt cựu thành viên Lee Hyun-Joo
Ngày 27/2/2021, mạng xã hội nổ ra tin đồn cựu thành viên Hyun-Joo (April) bị tập thể nhóm bắt nạt và cô lập trong suốt thời gian cô hoạt động ở April khiến cho nữ thần tượng suýt tự tử do 1 người tự xưng là em trai nữ thần tượng lên tiếng. Ngay sau đó, tin tức này nhanh chóng được cộng đồng K-Pop chú ý giữa thời điểm được cho là nhạy cảm do trước đó đã có nhiều tin tức về tình trạng bắt nạt học đường của các idol nổ ra. Sau đó, DSP Media (công ty hiện đang quản lý April và cả Hyun-Joo) đã lên tiếng phủ nhận (1/3/2021),
Sau khi tin đồn nổ ra, một số người có liên quan đến April đã lên tiếng bảo vệ nhóm và ngầm khẳng định Hyun-Joo do không đủ năng lực, tự nguyện rút khỏi nhóm. Nhưng những nguồn ý kiến đó không mang tính thuyết phục do có nhiều điểm vô lý.
Sáng 3/3/2021, em trai Hyun-Joo đã chính thức công bố nhiều bằng chứng cho thấy Hyun-Joo đã thật sự phải chịu đựng sự đối xứ tồi tệ từ April trong quá trình cô hoạt động trong nhóm.
DSP Media đã tuyên bố khởi kiện Hyun-Joo, em trai cô và những người có liên quan vì đã làm tổn hại đến hình ảnh của April và công ty. Cảnh sát đã bác đơn kiện nhắm vào em trai và bạn bè của Hyun-Joo vì chưa đủ căn cứ buộc tội. Tuy nhiên việc khởi kiện Hyun-Joo vẫn được tiếp tục.
Đến thời điểm tháng 9/2021, nhiều vấn đề mâu thuẫn của vụ việc đang được cư dân mạng chỉ ra, cho thấy sự việc không như những gì cựu thành viên Huyn-Joo tố cáo. 2 thành viên của nhóm April đã tiến hành khởi kiện Hyun-Joo vì tội phỉ báng. Vụ kiện vẫn đang tiếp tục diễn ra và chưa có kết luận cuối cùng từ phía Cảnh sát và Toà án.

## Thành viên
- In đậm là trưởng nhóm

| Nghệ danh      | Nghệ danh | Nghệ danh        | Tên khai sinh   | Tên khai sinh | Tên khai sinh    | Tên khai sinh | Tên khai sinh  | Ngày sinh        | Quốc tịch |
| Latinh         | Hangul    | Kana             | Latinh          | Hangul        | Kana             | Hanji         | Hán-Việt       | Ngày sinh        | Quốc tịch |
| -------------- | --------- | ---------------- | --------------- | ------------- | ---------------- | ------------- | -------------- | ---------------- | --------- |
| Yoon Chaekyung | 윤채경    | ユン・チェギョン | Yoon Chae-kyung | 윤채경        | ユン・チェギョン | 尹彩暻        | Doãn Thái Cảnh | 7 tháng 7, 1996  | Hàn Quốc  |
| Kim Chaewon    | 김채원    | キム・チェウォン | Kim Chae-won    | 김채원        | キム・チェウォン | 金採媛        | Kim Thái Viên  | 8 tháng 11, 1997 | Hàn Quốc  |
| Somin          | 소민      | ソミン           | Jeon So-min     | 전소민        | チョン・ソミン   | 全昭珉        | Toàn Chiêu Mân | 22 tháng 8, 1996 | Hàn Quốc  |
| Hyunjoo        | 현주      | ヒョンジュ       | Lee Hyun-joo    | 이현주        | イ・ヒョンジュ   | 李玹珠        | Lý Huyền Châu  | 5 tháng 2, 1998  | Hàn Quốc  |
| Naeun          | 나은      | ナウン           | Lee Na-eun      | 이나은        | イ・ナウン       | 李娜恩        | Lý Na Ân       | 5 tháng 5, 1999  | Hàn Quốc  |
| Yena           | 예나      | イェナ           | Yang Ye-na      | 양예나        | ヤン・イェナ     | 梁睿娜        | Lương Duệ Na   | 22 tháng 5, 2000 | Hàn Quốc  |
| Rachel         | 레이첼    | レイチェル       | Sung Na-yeon    | 성나연        | ソン・ナヨン     | 成那然        | Thành Na Nhiên | 28 tháng 8, 2000 | Hàn Quốc  |
| Jinsol         | 진솔      | ジンソル         | Lee Jin-sol     | 이진솔        | イ・ジンソル     | 李真率        | Lý Chân Suất   | 4 tháng 12, 2001 | Hàn Quốc  |

## Danh sách album

### Mini album
| Nhan đề  | Giới thiệu | Thứ hạng | Lượt tải      |
| Nhan đề  | Giới thiệu | KOR      | Lượt tải      |
| -------- | --- | -------- | ------------- |
| Dreaming | - Phát hành: 24 tháng 8 năm 2015 - Hãng đĩa: DSP Media, LOEN Entertainment. - Định dạng: CD, digital download  | 8        | - KOR: 2,542+ |
| Spring   | - Phát hành: 27 tháng 4 năm 2016 - Hãng đĩa: DSP Media, LOEN Entertainment. - Định dạng: CD, digital download  | 12       | - KOR: 4,919+ |
| Prelude  | - Phát hành: 4 tháng 1 năm 2017 - Hãng đĩa: DSP Media, LOEN Entertainment. - Định dạng: CD, digital download   | 14       | - KOR: 8,086+ |
| Eternity | - Phát hành: 20 tháng 9 năm 2017 - Hãng đĩa: DSP Media, LOEN Entertainment. - Định dạng: CD, digital download  | 7        | - KOR: 7,398+ |
| The Blue | - Phát hành: 12 tháng 3 năm 2018 - Hãng đĩa: DSP Media, LOEN Entertainment. - Định dạng: CD, digital download  | 5        | - KOR: 7,162+ |
| The Ruby | - Phát hành: 16 tháng 10 năm 2018 - Hãng đĩa: DSP Media, LOEN Entertainment. - Định dạng: CD, digital download | 10       | - KOR: 7,070+ |

### Singles
| Tiêu đề                                                                      | Năm    | Thứ hạng | Thứ hạng     | Thứ hạng          | Thứ hạng | Thứ hạng     | Nhạc số                      | Album       |
| Tiêu đề                                                                      | Năm    | Hàn Quốc | Hàn Quốc Hot | Hàn Quốc Download | Nhật Bản | Nhật Bản Hot | Nhạc số                      | Album       |
| Korean                                                                       | Korean | Korean   | Korean       | Korean            | Korean   | Korean       | Korean                       | Korean      |
| ---------------------------------------------------------------------------- | ------ | -------- | ------------ | ----------------- | -------- | ------------ | ---------------------------- | ----------- |
| "Dream Candy"                                                                | 2015   | 77       | —            | 52                | —        | —            | - KOR: 51,402+               | Dreaming    |
| "Muah!"                                                                      | 2015   | 113      | —            | 134               | —        | —            | - KOR: 14,055+               | Boing Boing |
| "Snowman"                                                                    | 2015   | 125      | —            | 140               | —        | —            | - KOR: 12,226+               | Snowman     |
| "Tinker Bell"                                                                | 2016   | —        | —            | 100               | 29       | 90           | - KOR: 24,893+ - JPN: 3,438+ | Spring      |
| "April Story"                                                                | 2017   | 62       | —            | 43                | —        | —            | - KOR: 62,943+               | Prelude     |
| "Mayday"                                                                     | 2017   | —        | 97           | 97                | —        | —            | - KOR: 18,903+               | Mayday      |
| "Take My Hand"                                                               | 2017   | —        | —            | 97                | —        | —            | - KOR: 16,517+               | Eternity    |
| "The Blue Bird"                                                              | 2018   | —        | —            | 50                | —        | —            | Không công bố                | The Blue    |
| "Oh ! My Mistake"                                                            | 2018   | —        | —            | 71                | —        | —            | Không công bố                | The Ruby    |
| "Oh-E-Oh"                                                                    | 2019   | —        | —            | —                 | 20       | —            | - JPN: 2,508+                |             |
| "—" denotes releases that did not chart or were not released in that region. |        |          |              |                   |          |              |                              |             |

## Video ca nhạc
| Năm  | Tên                           | Ngày phát hành |
| ---- | ----------------------------- | -------------- |
| 2015 | Dream Candy(꿈사탕)           | 24 tháng 8     |
| 2015 | Muah!                         | 25 tháng 11    |
| 2015 | Snowman(스노우맨)             | 19 tháng 12    |
| 2016 | Tinker Bell(팅커벨)           | 27 tháng 4     |
| 2017 | April Story(봄의 나라 이야기) | 4 tháng 1      |

## Giải thưởng
- Ngày 18 tháng 2 năm 2016, nhóm giành giải "Tân binh của năm" tại "Lễ trao giải nghệ thuật Hàn Quốc lần 22".